# تل تنکک
تل تنکک مربوط به دوران پیش از تاریخ ایران باستان است و در شهرستان شیراز، جنوب جاده نورآباد به ممسنی واقع شده و این اثر در تاریخ ۲۵ اسفند ۱۳۷۹ با شمارهٔ ثبت ۳۲۷۹ به‌عنوان یکی از آثار ملی ایران به ثبت رسیده است.